# 李博玲
李博玲（英語：Pauline Chen Lee，1969年2月3日—），是一位美国华人花式溜冰选手，也是一名中国宗教和文化学者，目前任教于圣路易大学。

## 生平
1969年出生，成长于明尼苏达州，1985年代表台湾参加世界青少年花样滑冰锦标赛，1986年代表台湾参加世界花样滑冰锦标赛，后参加1988年冬季奥林匹克运动会。引退之后从事宗教研究，1991年拿到斯坦福大学学士学位，1995年获得哈佛神学院比较宗教硕士学位，2002年获得斯坦福大学宗教研究和哲学博士学位。2013年起任教于圣路易大学神学系。